# Rue Bridaine
La rue Bridaine est une voie située dans le quartier des Batignolles du 17e arrondissement de Paris.

## Situation et accès
Longue de 185 mètres, la rue Bridaine commence au 39,  rue Truffaut et finit au 48, rue Boursault.
Elle est desservie par la ligne 2 à la station Rome.

## Origine du nom
Elle porte le nom du missionnaire français Jacques Bridaine (1701-1767) du fait de sa proximité avec l'église Sainte-Marie des Batignolles.

## Historique
Cette voie de l'ancienne commune des Batignolles, qui faisait précédemment partie de la rue Saint-Charles, est classée dans la voirie parisienne par un décret du 23 mai 1863 et prend sa dénomination actuelle par décret du 24 août 1864.

## Bâtiments remarquables et lieux de mémoire

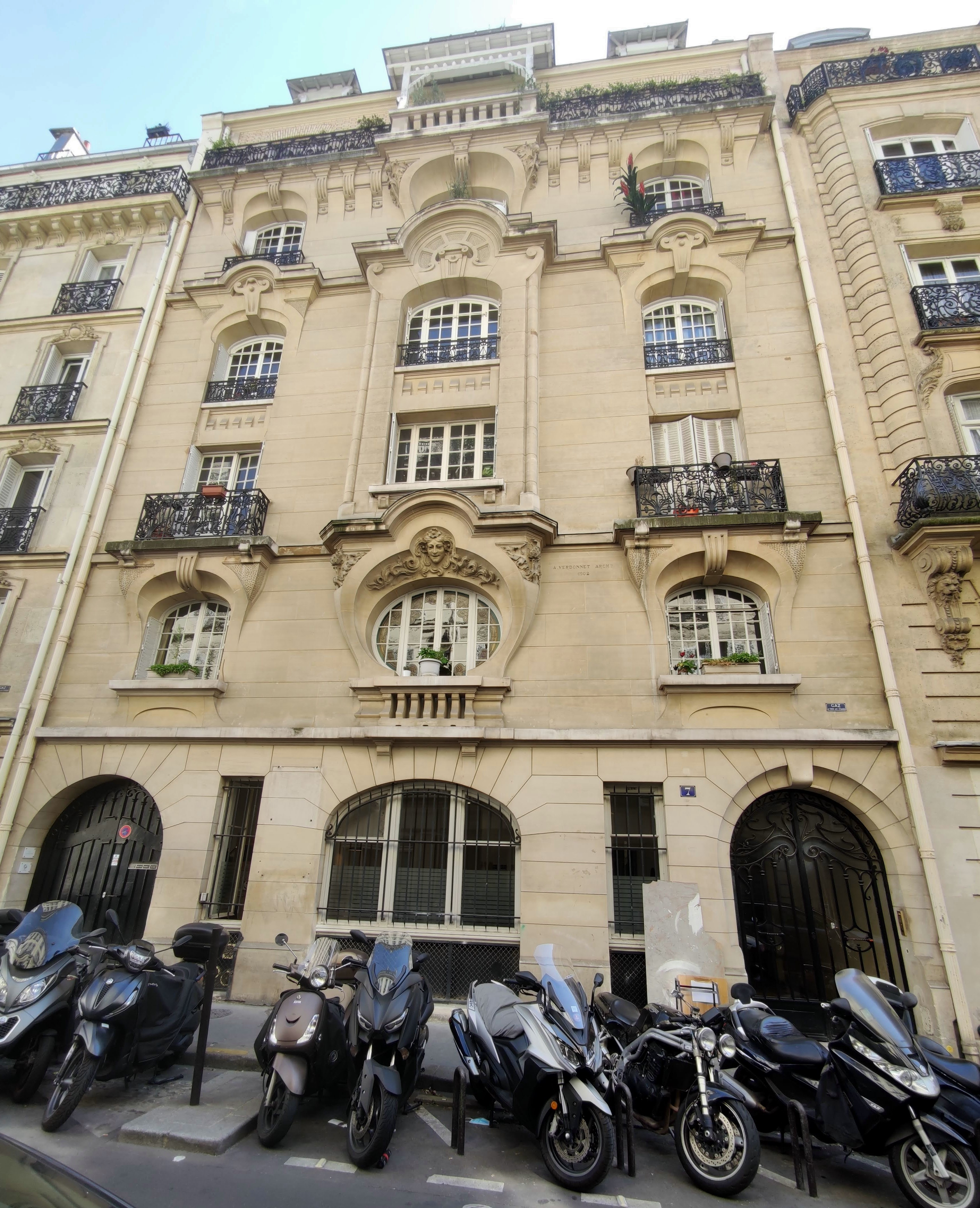
No 7.

- No 7 : immeuble de 1902 réalisé par l’architecte Auguste Verdonnet, signé en façade.